# Диану
Клаудиано Алвеш дош Сантош – Диано (на португалски: Claudiano Alves dos Santos - Diano, произнася се по-близко до Клаудиану Алвиш душ Сантуш – Диану, в България известен като Диану) е бразилски футболист на ПФК Левски (София).
Той е роден на 7 октомври 1981 г. в Сера Негра, Бразилия. Висок е 182 см. и тежи 80 кг. Диану играе на поста централен защитник, като може да действа и като десен бек. Първият му отбор е Сиера Негра от където през лятото на 2005 г. е привлечен в ПФК Беласица (Петрич). За година и половина Диану се превръща в основен футболист на „комитите“ и е обявен за един от най-добрите защитници в България. Той изиграва 41 мача за петричани, в които отбелязва 4 гола. През декември 2006 г. е трансфериран в ПФК Левски (София). Той получава фланелката с номер 2 на гърба.